# 小行星7523
小行星7523（英語：7523）是一颗围绕太阳公转的小行星。1991年8月8日，亨利·E·霍爾特在帕洛马山发现了此天体。
这颗小行星的绝对星等为148.77209等。